# سیارک ۱۱۴۹۸
سیارک ۱۱۴۹۸ (به انگلیسی: 11498 Julgeerts، نامگذاری:1989GS4) یازده هزار و چهارصد و نود و هشتمین سیارک کشف شده‌است که در ۳ آوریل ۱۹۸۹ کشف شد.
قدر مطلق سیارک برابر ۱۴٫۲۰ است.